# Економско-трговинска школа Краљево
Економско-трговинска школа је средња школа која се налази у Краљеву и функционише у оквиру образовног система Републике Србије.